# برايان لي (لاعب هوكي جليد)
برايان لي (بالإنجليزية: Brian Lee)‏ هو لاعب هوكي جليد أمريكي، ولد في 26 مارس 1987 في فارغو في الولايات المتحدة.

## وصلات خارجية
- برايان لي على موقع دوري الهوكي الوطني (الإنجليزية)
- برايان لي على موقع قاعة مشاهير الهوكي (لاعب أن.إتش.أل) (الإنجليزية)
- برايان لي على موقع EliteProspects.com (الإنجليزية)
- برايان لي على موقع HockeyDB.com (الإنجليزية)
- برايان لي على موقع Hockey-Reference.com (الإنجليزية)